# Milton Casco
Milton Óscar Casco (ur. 11 kwietnia 1988 w María Grande) – argentyński piłkarz występujący na pozycji lewego obrońcy w argentyńskim klubie River Plate oraz w reprezentacji Argentyny. Wychowanek Gimnasia y Esgrima La Plata, w swojej karierze grał także w Newell’s Old Boys. Znalazł się w kadrze na Copa América 2015.